# キャスト (テレビ番組)
『キャスト』（英: CAST）は、朝日放送テレビ（ABCテレビ）で、2011年（平成23年）10月3日から2022年（令和4年）3月30日まで関西ローカルで放送されていた平日夕方の報道・情報番組。新聞のテレビ欄には、番組名が「[N]キャスト」と表記されている。
2013年3月31日までは、前番組の『NEWSゆう+』と同じく、平日の16:50 - 18:54に放送されていた。以降は、数回にわたる変遷を経て、2021年3月29日から15:45 - 19:00（いずれもJST）に編成されている。

## 概要
平日の夕方で11年にわたって放送されてきた「NEWSゆうシリーズ」（『ABC NEWSゆう』→『NEWSゆう+』）に替わる大型報道・情報番組。途中で『スーパーJチャンネル』（ANN全国ニュースパート）をはさみながら、近畿地方での主な動向を伝えるとともに、その動向をコメンテーターとともに検証する。

## 歴史

### 初代メインキャスター・伊藤史隆時代（2011年10月 - 2015年3月）
番組開始当初のキャッチコピーは「頼れるニュース、始まる。」で、番組のテーマは「言葉の力・投げかけるニュース」。タイトルのキャスト（CAST）には、「〜を投げ掛ける」という英語本来の意味にちなんで、「納得できるニュースを視聴者に投げ掛ける」「視聴者目線での疑問をニュースの当事者やコメンテーターに投げ掛ける」とのニュアンスを込めているという。
メインキャスターには、スポーツ実況や朝日放送ラジオ（ABCラジオ）の冠番組『ようこそ!伊藤史隆です』などを担当してきたベテランアナウンサー・伊藤史隆を抜擢。塚本麻里衣（『NEWSゆう+』天気・スポーツ担当キャスター、朝日放送→朝日放送テレビアナウンサー）と高橋大作（2011年9月まで『おはようコールABC』メインキャスター、出演当時は朝日放送〈当時〉アナウンサー）がサブキャスターを務める。天気予報は、『NEWSゆう+』に続いて清水とおるが担当。同番組で専任のキャスターを置いていたスポーツコーナーでは、伊藤と塚本が兼務する。
また、在阪局の報道・情報番組では初めて、東国原英夫（前宮崎県知事）をレギュラーコメンテーターに起用。井上公造（芸能ジャーナリスト）や矢野燿大（朝日放送野球解説者、中日ドラゴンズ・阪神タイガース元捕手）など、『NEWSゆう+』レギュラーコメンテーターの一部も当番組で続投する。さらに、番組開始直前に経済産業省を依願退職したばかりの元官僚・古賀茂明を、日本のテレビ番組では初めてレギュラーコメンテーターに起用。第1回の放送から、矢野と共に出演している。
なお、当番組の第1部と第2部の間に放送されている『スーパーJチャンネル』については、全国ネット枠（17:50 - 18:15）のみ放送し、編成上は同枠をはさむ形での2部構成になる。また、『ムーブ!』の後期から第1部の放送を休止していた祝日の放送体制を一新。一部の祝日を除いて、平日と同じ構成で第1部も放送する。
放送開始から1周年を経過した2012年10月1日（[月曜日）からは、コメンテーターを増やすとともに、コメンテーターの出演曜日を固定。番組のキャッチフレーズも、「もっと、ニュースの話をしませんか。」に変更した。また、第1部に企画コーナーを新設したことを機に、朝日放送（当時）の若手アナウンサーである斎藤真美（2012年入社）と古川昌希（2011年入社）をレギュラーリポーターに起用した。ちなみに、朝日放送（当時）の番組において、斎藤がレギュラーを務めるのは当番組が初めてであった。
2013年4月1日（月曜日）からは、第1部で特集を放送する場合に、特集にちなんだテーマでインターネット・データ放送と連動させた四者択一式の視聴者アンケート「四択　みんなの声」を実施。放送中に経過・結果を随時紹介している。
2013年10月28日（月曜日）からは、「キャストでつながる　家族がつながる」というキャッチフレーズの下に、「ニュース情報番組」として2度目のリニューアルを実施。タイトルロゴ・スタジオセットの変更や、17時台のコーナーの18時台への移動、視聴者からの投稿に基づく日替わり企画の大幅な新設などに加えて、月曜日には大沢あかね、火曜日には三船美佳、水曜日には小川菜摘、木曜日には遠藤章造（ココリコ）、不定期で高橋光臣といった芸能人がコメンテーター陣に入った。また、同年入社の新人アナウンサー・北條瑛祐が、水 - 金曜のリポーターとして入社後初めてのレギュラー出演。男性のサブキャスターを高橋から古川に変更する一方で、高橋がフィールドキャスター（現場取材担当）に転じている。なお、「四択 みんなの声」は、「教えて!みんなの声」と改題したうえで継続。その一方で、テーマソングを一新したほか、番組開始以来濃紺色が基調だったイメージカラーをオレンジ色に変更した。
朝日放送（当時）は、2014年4月改編で、平日午後帯のローカルセールス枠やドラマ再放送枠・通販番組などの放送時間を変更。当番組も、同月1日（火曜日）放送分から、開始時刻を16:58にまで繰り下げている。ただし、この改編以降も、開始時間の繰り上げによる「拡大版」を放送することがある。
伊藤は、2015年3月27日（金曜日）の放送を最後に、メインキャスターを勇退。勇退を機に、スポーツアナウンサーとしての活動を再開させた。

### 第2代メインキャスター・浦川泰幸時代（2015年3月 - 2017年12月）
2015年3月30日（月曜日）からは、伊藤の後輩アナウンサーで、『おはよう朝日です』（平日版）の5代目司会者を3月27日まで務めた浦川泰幸が、2代目のメインキャスターを務めている。また、三船 や矢野が降板する一方で、月曜日には村井美樹・松尾依里佳がコメンテーターとして隔週交代で出演。さらに、北條に代わって、後輩アナウンサーの川添佳穂がリポーター陣に加わった。メインキャスターが浦川に代わってからのキャッチコピーは「忙しい夕方にやさしいニュース」。
2015年9月1日（火曜日）放送分で、通算の放送回数が1000回に到達した。2016年10月3日（月曜日）放送分からは、『おはよう朝日です』（平日版）のアシスタントへ異動した川添に代わって、同年入社の新人アナウンサー・澤田有也佳がリポーターを担当。
2015年2月上旬の時点では、平均視聴率が7 - 8%前後で推移していた。しかし、第2代のメインキャスターであった浦川が、体調不良を理由に2017年12月5日（火曜日）放送分から休演。結局、同年の最終放送（12月28日）のエンディングで、当番組を降板することを自ら発表した。

#### 浦川の降板に伴う暫定措置（2018年1月 - 3月）
2018年1月4日（木曜日）からは、当番組のサブキャスターだった古川・塚本が第3代のメインキャスターに就任 するとともに、同僚アナウンサーの北村真平・小西陸斗・津田理帆をレギュラー陣に加えている。

### 第3代メインキャスター・上田剛彦時代（2018年4月以降）
2018年4月2日（月曜日）からは、『おはよう朝日土曜日です』の司会者を同年3月31日（土曜日）まで務めた上田剛彦（『ムーブ!』でサブキャスターを担当）が、後輩アナウンサーの古川・塚本からメインキャスターを引き継いだ（『おはよう朝日土曜日です』後任の司会者には当番組から北村が異動）。古川・塚本も再度サブキャスターとして引き続き出演する。また、同日から放送開始時刻を16:54に繰り上げるとともに、金曜以外の曜日にはステブレレスで次枠の番組に接続するようになった。
2018年10月1日（月曜日）からは、タイトルロゴとスタジオセットを一新。おからドーナツ型の円卓をセットの中心に据えたうえで、キャスター陣とコメンテーター陣が円卓を囲む格好で座りながら放送するようになった。円卓の常設は、日本国内で夕方にテレビで放送されるニュース番組としては初めてで、「知識も経験も豊富なコメンテーター陣が自由に議論を交わせるようにしよう」というコンセプトを表しているとされる。
2019年4月1日（月曜日）からは、放送開始時刻を15:50に繰り上げることによって、放送時間を15:50 - 19:00（3時間10分）にまで拡大した。また、報道系の番組では初めて、なにわ男子をレギュラーで起用。道上洋三・喜多ゆかり・ヒロド歩美（いずれも朝日放送テレビアナウンサー）もレギュラー陣に加わった。起用時点で76歳の道上は、『おはようパーソナリティ道上洋三です』（朝日放送ラジオ）への出演を続けながら、2020年3月27日まで金曜日の16時台に「道上さんの中継」でリポートを担当。道上がテレビ番組にレギュラーで生中継リポートを担当するのは48年振り で、2020年3月27日放送分で勇退するまで、津田とのコンビで1年間にわたって出演を続けた。
2020年の4月改編（3月30日＝月曜日）からは、放送開始時刻を15:48に設定（改編前から2分繰り上げ）。毎日放送が2019年4月1日から『ミント!』（15:49スタートの総合情報番組）を放送していることへの対抗策で、在阪民放テレビ局（朝日放送テレビ・毎日放送・関西テレビ・読売テレビ・テレビ大阪）が平日の夕方に編成する関西ローカルの報道・情報番組としては、最も早い時間から放送を開始している。その一方で、『スーパーJチャンネル』の全国ニュース枠が3分拡大・前倒しされた ことに伴って、改編前まで17:53に設定していた第1部（17時台までの関西ローカルパート）の終了時刻を17:50に繰り上げ。第1部では、16時台のニュースパートを強化する一方で、改編前まで16時台の後半に設定されていた芸能・情報コーナー枠を17時台に移動させた。そのため、改編前より報道色が増されている。2018年10月1日から使用されているロゴについては、ベース色をピンク（ABCテレビのステーションカラー）に変更。スタジオセットについては、木目とピンク色を基調に、改編前よりCGを多く取り入れられるように一新した。さらに、コメンテーター席に出演者の名札を設置したほか、『探偵!ナイトスクープ』初期の探偵役で知られる越前屋俵太を隔週金曜日のレギュラーコメンテーターに起用。俵太がテレビ番組にレギュラーで出演するのは、2003年以来17年ぶりである。
2020年の10月改編では、『NEWSゆう+』時代の途中（2010年9月）から10年間にわたって平日夕方の報道番組にレギュラーで出演してきた塚本がキャスターを勇退。この改編における『おはよう朝日です』の放送枠拡大・2部構成化に伴って、改編前まで当番組のサブキャスターと『おはよう朝日です』のコーナーキャスターを兼務していた澤田が、『おはよう朝日です』第2部のアシスタントへ異動した（第1部のアシスタントは小西）。このため当番組では、10月改編の初日（同月5日）から、津田が塚本の後任（古川と同格のポジション）へ昇格。さらに、2020年に朝日放送テレビへ入社したばかりの東留伽を、サブキャスター（改編前の澤田・津田に相当するポジション）に起用した。
ちなみに、ANNの基幹局で『スーパーJチャンネル』を制作するテレビ朝日では、平日の19時台に編成してきたバラエティ番組の放送開始時間を2020年10月改編から18:45へ一斉に繰り上げている。同局の放送対象地域である関東広域圏では、『スーパーJチャンネル』のANN全国ニュース終了後のパート（当番組の第2部に相当するローカルパート）の放送枠を10月5日から18:15 - 18:45に設定（改編前から15分短縮）。これに対して、朝日放送テレビでは当番組の基本放送枠を変更せず、上記のバラエティ番組も改編前と同じく（飛び乗り方式で）19:00（または自社制作番組の『ココイロ』をはさんで19:04）から放送している。
2021年の4月改編（3月29日）からは、放送開始時刻を15:45に設定（改編前から3分繰り上げ）。2019年4月改編から火曜日→木曜日のロケ企画でリポーターを務めてきた佐藤修平（朝日放送テレビのスポーツアナウンサー）がサブキャスター陣に加わるほか、「古川昌希のなんでやねん!?」（古川が単独でリポーターを務めてきた調査ロケ企画）のパートナーに河合郁人（A.B.C-Z）を迎える。

#### 新型コロナウイルスへの感染拡大に伴う対応（2020年4月以降）
2020年の初頭から日本国内で新型コロナウイルスへの感染が拡大していることを踏まえて、同年4月改編の直後（7日＝火曜日放送分）から番組の制作体制を暫定的に変更。感染拡大の一因とされる飛沫感染のリスクを回避するための暫定措置として、キャスターを1日につき2名（上田・塚本と古川・澤田が交互に担当）、コメンテーターを関西地方の在住者に限定していた。また、4月改編から17時台で放送を始めたばかりのロケ企画を一斉に休止したうえで、新型コロナウイルス関連のニュース・企画を中心に構成している。
2020年9月30日（水曜日）放送分までサブキャスターを務めていた澤田は、7月29日（水曜日）になにわ男子のメンバーと共同で生中継リポートを担当。7月30日（木曜日）には『おはよう朝日です』への出演（当時は一部のコーナーのみ担当）を控えていたが、発熱のために休演したうえでPCR検査を自主的に受診したところ、新型コロナウイルスに感染していることが8月1日（土曜日）に確認された。朝日放送テレビでは、澤田が体調不良の直前まで出演していた当番組と『おはよう朝日です』（平日版）の関係者に、PCR検査を順次受診させることを決定。当番組では、8月3日（月曜日）放送分から、上田・塚本・古川を当面の間（PCR検査で陰性が完全に確認されるまで）休演させる措置を講じた。休演期間中は、夕方の報道番組（上田と共演していた『ムーブ!』など）で長らくメインキャスターを務めていた堀江政生（朝日放送テレビアナウンサー）を月・火・木曜日、当番組の初代メインキャスターであった伊藤が水・金曜日で上田の代理を担当。また、澤田とは別の曜日でサブキャスターを務める津田が、塚本・古川に相当するポジションで全曜日に出演することになっていた。実際には、番組関係者に対するPCR検査の結果、澤田の中継に同行していたスタッフの1人が陽性と判明。上田・塚本・古川については、8月6日（木曜日）に陰性が確認されたため、翌7日（金曜日）放送分から揃って出演を再開した。このため、堀江の代演は3日（月曜日）・4日（火曜日）・6日（木曜日）、伊藤の代演は5日（水曜日）だけにとどまった。その一方で、澤田はPCR検査での陰性の確認などを経て、当番組に18日（火曜日）放送分から復帰。復帰初日のオープニングでは、「新型コロナウイルスへの感染対策を人一倍講じていたので、感染経路は分からない」としながらも、感染の影響で味覚や嗅覚の異常が長く続いたことなどを明かした。
2022年1月には、上田が17日から27日（木曜日）まで当番組への出演を見合わせていた。上田と同居中の家族が新型コロナウイルスへ感染したことに端を発した措置で、自身には17日に受診したPCR検査でいったん陰性反応が出たものの、「濃厚接触者」扱いで自宅待機中の23日に陽性が確認されたという。なお、当番組のサブキャスター陣には感染が確認されなかったため、上記の期間中には基本としてサブキャスターがメインキャスターの役割を分担。18日（火曜日）放送分のみ、堀江がメインキャスター代理を再び務めた。

### 10年半で終了
朝日放送テレビでは当番組の放送を10年半にわたって続けてきたが、2022年3月30日（水曜日）放送分で終了させることを決定。2022年4月4日（月曜日）からは、当番組の最終放送枠（平日の15:45 - 19:00）を『news おかえり』（「共感」をコンセプトに掲げた関西ローカル向けの報道・情報番組）が継承。高橋大作に代わって『おはようコールABC』のメインキャスターを最終回（2020年10月2日）まで9年間担当していた横山太一（朝日放送テレビアナウンサー）を、夕方帯の報道番組としては初めてメインキャスターに起用する。なお、『news おかえり』は横山と「日替わりMC」のコンビで進行するが、当番組の歴代キャスター陣からヒロドを毎週月曜日・斎藤を毎週水曜日の「日替わりMC」に起用。その一方で、当番組の終了時点でサブキャスターを務めていた古川・東・津田・佐藤は、役割や出演曜日を若干変えながら『news おかえり』へ引き続き出演。気象キャスターの清水や、終了時点でのリポーター・コメンテーターの一部も事実上続投する。
古川は『news おかえり』への出演に先駆けて、2022年4月1日から毎週金曜日に『おはようパーソナリティ古川昌希です』のメインパーソナリティも担当。担当のきっかけが道上の脳梗塞発症に伴う『おはようパーソナリティ道上洋三です』の終了決定であったことや、前述したように道上が2019年度の金曜日に「道上さんの中継」を毎週担当していたことなどから、当番組最終回の前日（3月29日）には「ラジオのリスナーとともに…駆け抜けた45年　おはようパーソナリティ・道上洋三です」という特集を16:30前後に放送した。
なお、当番組では2022年2月28日（月曜日）から最終回まで、『スーパーJチャンネル』のANN全国ニュースパートで時刻をテレビ朝日と同一のカスタムフォントで表示。当番組の終了から『news おかえり』開始までの平日（3月31日・4月1日）には、16:45 - 18:15に『スーパーJチャンネル』を単独番組・臨時枠拡大ネット扱いで編成したほか、16:45までの時間帯を『相棒』（2015年度の下半期に本放送の「season14」）の再放送に充てた。また、18:15 - 19:00には、『news おかえり』の主な出演者・企画の紹介を兼ねて『ABCニュース』を編成している。

## 放送時間
| 期間      | 期間      | 放送時間（日本時間）        |
| --------- | --------- | --------------------------- |
| 2011.10.3 | 2013.3.29 | 平日 16:50 - 18:54（124分） |
| 2013.4.1  | 2014.3.31 | 平日 16:50 - 19:00（130分） |
| 2014.4.1  | 2018.3.30 | 平日 16:58 - 19:00（122分） |
| 2018.4.2  | 2019.3.29 | 平日 16:54 - 19:00（126分） |
| 2019.4.1  | 2020.3.27 | 平日 15:50 - 19:00（190分） |
| 2020.3.30 | 2021.3.26 | 平日 15:48 - 19:00（192分） |
| 2021.3.29 | 2022.3.30 | 平日 15:45 - 19:00（195分） |

### 補足事項
- 一部の祝日には、18時台のみ放送していた。
- プロ野球シーズン中、水曜日に『スーパーベースボール 虎バン主義。』（阪神タイガース戦のナイター中継）がある場合は『スーパーJチャンネル』の全国ネット枠開始前までの短縮放送となる。なお、雨天中止の場合は通常通り19:00まで放送される。ただし、後述の高校野球期間中と重なる場合は当番組を18時台のみの短縮版で必ず放送した後、19:00から野球中継に入っている[注 6]。
- 毎年8月の全国高校野球選手権大会期間中は、当日が1回戦から準々決勝までの日程となる場合は16・17時台を休止し、18時台のみの短縮放送となる[注 7]。一方で、当日が準決勝・決勝戦もしくは休養日の場合は通常放送となるが、2019年以降決勝戦開催日が平日と重なる場合は中継終了後からの短縮放送となる。また、中継は試合の進行状況に関係無く原則として『スーパーJチャンネル』飛び乗り前で終了[注 8]しているが、近畿2府4県・徳島県の代表校が出場する試合が『Jチャンネル』の全国ネット枠の時間帯にかかる場合は同番組がネット返上となる[注 9]ため、その場合は当番組内で全国ニュースを補完する。

## 出演者

### 番組終了時点（2020年10月改編以降）
◎：出演時点で朝日放送→朝日放送テレビアナウンサー

○：『NEWSゆう+』から続投

●：『ムーブ!』（『NEWSゆう+』17時台の前番組）へのレギュラー出演歴あり

#### メインキャスター
- 上田剛彦◎●（2018年4月2日 - 2022年3月30日）

2018年3月30日（金曜日）放送分のエンディングで、メインキャスターへの就任を自ら発表した。
澤田の新型コロナウイルス感染が判明した2020年8月には、3日（月曜日）から6日（木曜日）放送分まで休演したうえで、PCR検査を受診。検査によって陰性が確認されたため、7日（金曜日）放送分から出演を再開した。2022年1月には自身も新型コロナウイルスに感染し1月17日から27日放送分まで休演した。

#### サブキャスター
- 古川昌希◎

第2代メインキャスターの浦川が体調不良で当番組を休演した翌5日（火曜日）放送分から、浦川が降板を発表する同月28日（木曜日）放送分までメインキャスター代理を務めた。その一方で、サブキャスター担当期には「なんでやねん!?」、メインキャスター担当期には「古川昌希のゲンバ検証」のリポーターを兼務。
朝日放送→朝日放送テレビのアナウンサーから起用されたキャスターでは、最も長く出演していた。当番組の終了後、2022年4月1日からは、早朝から『おはようパーソナリティ古川昌希です』の第1回放送へ臨むことが発表されている。
- 津田理帆◎（2018年1月5日 - 2022年3月30日、木・金曜日→月 - 金曜日）

2018年1月から、澤田の後任扱いで「金曜中継 土日にGO!」のリポーターを担当。木曜日に「うめきた天気」→「必殺!予報人」のパートナーを務めた（当初は澤田が木曜日に『たけしの家庭の医学』の収録に臨む場合のみ）ほか、全国高等学校野球選手権本大会の期間中には、「熱いぜ!甲子園」も随時担当する。
レギュラーで起用される前の2017年にも、塚本や澤田の休演期間中に、「金曜中継 土日にGO!」や「うめきた天気」へ出演したことがあった。
2019年4月からは、澤田と逆のスケジュールで、当番組と『おはよう朝日です』に出演。木曜日の「お絵描きニュース」向けのイラスト描画も任されている。また、2019年度の金曜日には、道上とのコンビで「道上さんの中継」（「土日にGO!」の後継企画）のリポーター（事実上の進行役）を務めていた。
2019年4月1日から月曜日の16時台に出演していた先輩アナウンサーの喜多ゆかり◎が、同年11月から第2子の懐妊に伴う産前産後休暇へ入ることを前に、同年10月7日から「喜多ゆかりに おまかせください!」（喜多がリポーターを務めていたロケ取材企画）を継承。コーナー名も「津田理帆に　おまかせください!」に改めたうえで、2020年3月23日のコーナー終了まで担当した。同年の4月改編以降は、木・金曜日のスタジオ進行に事実上専念。
2020年の4月改編直後からは、新型コロナウイルスへの感染拡大への対応策として、上記のキャスター陣を2班で構成。上田・塚本コンビと古川・澤田コンビが交互に出演していた。『おはよう朝日です』と『おはようコールABC』でも同月15日（水曜日）から同様の措置を講じていたため、津田は同日まで当番組へ出演した後に、『おはよう朝日です』で毎週月・火曜日と隔週水曜日のアシスタントを暫定的に担当。このような体制が6月12日（金曜日）で終了してからは、当番組のサブキャスターに復帰している。
2020年8月1日に澤田の新型コロナウイルス感染が確認されてからは、古川・塚本が出演を見合わせていた期間（同月3日 - 6日）の放送で、サブキャスターの役割を一手に担っていた。
『NEWSゆう+』から10年間にわたって出演してきた塚本が2020年10月でキャスターを勇退したことを受けて、同月5日から塚本の役割を本格的に引き継ぐとともに、月 - 水曜日にも出演。2021年10月以降は、金曜日の本番終了後に『ABCミュージックパラダイス』（朝日放送ラジオの生放送番組）で下埜正太と共にパーソナリティを務めている。
- 東留伽◎（2020年10月5日 - 2022年3月29日、月・火曜日）

2020年に朝日放送テレビへ入社。関西ローカル向けのテレビ番組では当番組、全国向けのテレビ番組では『朝だ!生です旅サラダ』（同年10月10日から毎週土曜日に出演）が、入社後初めてのレギュラー番組に当たる。
サブキャスターとしてレギュラーで出演する前にも、2020年7月13日・8月3日（いずれも月曜日）放送分の「週刊キャストスポーツ」で高校野球関連の取材リポートを任されていた。
サブキャスターへの起用後は、天気予報などを担当。また、火曜日の第2部では降板した澤田を引き継ぐ形で、2021年3月までウーイェイよしたか（スマイル）とともにロケコーナー「よしたか・あずまの田舎に家借りたってよ!」（澤田担当時からリニューアル）を担当した。
- 佐藤修平◎（2019年4月2日 - 2022年3月30日）

2019年度には、吉田結衣（THIS IS パン）とのコンビで、「いまこのパンが香ばしい」（火曜日17時台のロケ企画）を担当。金曜日には、『おはよう朝日です』の「アナの目ピックアップ」でキャスターを務める。2020年の4月改編から、出演曜日を木曜日に変更したうえで、酒井藍（吉本新喜劇座長）とのコンビで「賢者が教える大正解!藍ちゃんの『絶対にハズさへん〇〇』ランキンBOO」（○○内には当日のテーマを挿入）というロケ企画のリポーターを担当。2021年4月改編（3月31日）からは、水 - 金曜日のサブキャスターを務める。

#### 気象キャスター
- 清水とおる○

『NEWSゆう+』から続投。再リニューアルまでは、朝日放送（当時）の女性アナウンサー（塚本・角野など）と共に天気予報を伝えていた同番組の後期と異なり、1人で担当していた。
再リニューアル後は、2014年度まで、毎週月曜日に斎藤、毎週火・水・金曜日に塚本、木曜日に斉藤雪乃と小塚舞子が隔週交代でパートナーを担当。2015年度からは、月 - 木曜日第1部の天気予報が「うめきた天気」（グランフロント大阪内の「うめきた広場」からの生中継）に変わった関係で、川添→澤田が同コーナーのパートナーを務める。
2014年10月以降は、平日に（当番組を含む）朝日放送テレビ・ラジオの番組で天気キャスターを務めながら、当番組が放送されない週末に琵琶湖や淡路島を古川と共に自転車で一周する企画へ随時挑戦。その模様を、第2部の担当コーナー「清水さんのお天気しだい」で、数日にわたって放送することがある。
北海道中標津高等学校の学生時代に吹奏楽部で活動していた経験を踏まえて、「清水とおるの必殺予報人」では、玩具によるトランペットの演奏も披露している。
番組開始当初から共演してきた塚本が2020年10月改編でサブキャスターを降板したことによって、開始当初からレギュラーでキャスターを続ける唯一の人物になった。

#### リポーター
- ヒロド歩美◎（2019年4月1日 - 2022年3月30日）

（テレビ朝日などとの共同制作分を含む）複数の全国ネット番組（『熱闘甲子園』『サンデーLIVE!!』など）へレギュラーで出演するかたわら、高校野球や阪神タイガース関連の取材にも携わっていることを背景に、2019年4月から月曜日の18時台に新設された「オリンピックそもそものトコロ　東京2020」を担当。2020年4月にアナウンス職のまま朝日放送テレビの東京オフィスへ異動してからも、大阪の本社から放送する当番組への出演を継続している。
- 佐藤修平◎（2019年4月2日 - 2022年3月30日）

2019年度には、吉田結衣（THIS IS パン）とのコンビで、「いまこのパンが香ばしい」（火曜日17時台のロケ企画）を担当。金曜日には、『おはよう朝日です』の「アナの目ピックアップ」でキャスターを務める。2020年の4月改編から、出演曜日を木曜日に変更したうえで、酒井藍（吉本新喜劇座長）とのコンビで「賢者が教える大正解!藍ちゃんの『絶対にハズさへん〇〇』ランキンBOO」（○○内には当日のテーマを挿入）というロケ企画のリポーターを担当。2021年4月改編（3月31日）からは、水 - 金曜日のサブキャスターを務める。
- なにわ男子（西畑大吾・大西流星・長尾謙杜・大橋和也・藤原丈一郎・高橋恭平・道枝駿佑、2019年4月3日から順次出演）

上記のメンバーから2名が、「なにわの仕事を学びまSHOW」（2019年度）→「家庭のお悩み解決!なにわ男子の【家事男子】宣言」（2020年度以降）のロケリポートとスタジオ報告を交互に担当。出演時には、メンバーカラー（西畑：赤、大西：オレンジ、長尾：黄、大橋：緑、藤原：青、高橋：紫、道枝：ピンク）に染められた同コーナーのロゴ入り作業服を着用する。
2019年度に『徹子の部屋』（テレビ朝日制作の全国ネット番組）の直前などで関西ローカル向けに放送されていた当番組の曜日別CMでは、メンバーが全員揃って当コーナーへ出演していることを当番組のスタジオモニター前で紹介するバージョンが作られている。
- セルライトスパ（肥後裕之・大須賀健剛、2019年4月2日 - 2022年3月25日）

2019年度には、水曜日で「スパッと通信社～関西の“いま”をいろんなカメラで撮ってみた～」→「セルライトスパのマル得ポリス」のリポーターを担当していた。2020年4月改編から出演曜日を金曜日へ変更するとともに、「追跡!○ポリス!～アノ場所の魅力を再発見!～」（正式表記では○内に「得」の字を挿入）のリポーターを担当。
- 酒井藍（2020年4月2日 - 2022年3月24日）

佐藤とのコンビで、「賢者が教える大正解!藍ちゃんの『絶対にハズさへん〇〇』ランキンBOO」のリポーターを担当。

#### ナレーター
- 柴田博◎

番組開始から再リニューアル前までは、「井上公造の芸能王」のみ担当。再リニューアル後は一時、火曜日の日替わりコーナー「私もお昼に連れてって!」のナレーターも兼務していた。
- 堀江政生◎●

通常は、「越前屋変人類研究所」（隔週金曜日に放送される越前屋俵太のロケ企画）や、ニュース・報道系特集の影読み（VTRナレーション）を随時担当。前述した事情から、2020年8月3日（月曜日）・4日（火曜日）・6日（木曜日）放送分でメインキャスター代理を務めた。また、2022年1月18日放送分でもメインキャスター代理を務めた。

### 過去
メインキャスター・サブキャスター
| 2011年10月3日                                                      | 2013年10月25日 | 伊藤史隆            | 伊藤史隆            | 塚本麻里衣          | 塚本麻里衣          |          |          |          |          |          |
| 2013年10月28日                                                     | 2015年3月27日  | 伊藤史隆            | 伊藤史隆            | 塚本麻里衣 古川昌希 | 塚本麻里衣 古川昌希 |          |          |          |          |          |
| 2015年3月30日                                                      | 2017年12月28日 | 浦川泰幸            | 浦川泰幸            | 塚本麻里衣 古川昌希 | 塚本麻里衣 古川昌希 |          |          |          |          |          |
| 2018年1月4日                                                       | 2018年3月30日  | 古川昌希 塚本麻里衣 | 古川昌希 塚本麻里衣 | 小西陸斗            | 北村真平            |          |          |          |          |          |
| 2018年4月2日                                                       | 2020年4月3日   | 上田剛彦            | 上田剛彦            | 塚本麻里衣 古川昌希 | 塚本麻里衣 古川昌希 |          |          |          |          |          |
| 2020年4月6日1                                                      | 2020年6月10日1 | 上田剛彦 塚本麻里衣 | 古川昌希 澤田有也佳 | （不在）            | （不在）            | （不在） | （不在） | （不在） | （不在） | （不在） |
| 2020年6月11日                                                      | 2020年10月2日  | 上田剛彦            | 上田剛彦            | 塚本麻里衣 古川昌希 | 塚本麻里衣 古川昌希 |          |          |          |          |          |
| 2020年10月5日                                                      | 2022年3月30日  | 上田剛彦            | 上田剛彦            | 津田理帆 古川昌希   | 津田理帆 古川昌希   |          |          |          |          |          |
| - 1 新型コロナ対策の措置。上田&塚本ペア・古川&澤田ペア交互に担当。 |                |                     |                     |                     |                     |          |          |          |          |          |

コーナーキャスター・フィールドキャスター・気象情報
| 期間                                                                                 | 期間           | コーナーキャスター | コーナーキャスター | コーナーキャスター | コーナーキャスター | フィールドキャスター | 気象情報   |
| 期間                                                                                 | 期間           | 月                 | 火                 | 水                 | 木・金             | フィールドキャスター | 気象情報   |
| ------------------------------------------------------------------------------------ | -------------- | ------------------ | ------------------ | ------------------ | ------------------ | -------------------- | ---------- |
| 2011年10月3日                                                                        | 2012年9月28日  | （不在）           | （不在）           | （不在）           | （不在）           | 高橋大作             | 清水とおる |
| 2012年10月1日                                                                        | 2015年3月27日  | 斎藤真美           | （不在）           | 北條瑛佑           | 北條瑛佑           | 高橋大作             | 清水とおる |
| 2015年3月30日                                                                        | 2016年9月30日  | 川添佳穂           | 川添佳穂           | 川添佳穂           | 川添佳穂           | 高橋大作             | 清水とおる |
| 2016年10月3日                                                                        | 2017年12月28日 | 澤田有也佳         | 澤田有也佳         | 澤田有也佳         | 澤田有也佳         | 高橋大作             | 清水とおる |
| 2018年1月4日                                                                         | 2018年3月30日  | 澤田有也佳         | 澤田有也佳         | 澤田有也佳         | 津田理帆           | 高橋大作             | 清水とおる |
| 2018年4月2日                                                                         | 2020年4月3日   | 澤田有也佳         | 澤田有也佳         | 澤田有也佳         | 津田理帆           | 古川昌希             | 清水とおる |
| 2020年4月6日1                                                                        | 2020年6月10日1 | （不在）           | （不在）           | （不在）           | （不在）           | 古川昌希             | 清水とおる |
| 2020年6月11日                                                                        | 2020年10月2日  | 澤田有也佳         | 澤田有也佳         | 澤田有也佳         | 津田理帆           | 古川昌希             | 清水とおる |
| 2020年10月5日                                                                        | 2021年3月26日  | 東留伽             | 東留伽             | （不在）           | （不在）           | 古川昌希             | 清水とおる |
| 2021年3月29日                                                                        | 2022年3月30日  | 東留伽             | 東留伽             | 佐藤修平           | 佐藤修平           | 古川昌希             | 清水とおる |
| - 1 新型コロナ対策の措置。この期間、津田は『おは朝』コロナ対策シフト専念のため休演。 |                |                    |                    |                    |                    |                      |            |

- 伊藤史隆◎（初代メインキャスター、番組開始 - 2015年3月27日）[注 11]

番組開始当初は、オープニングの紹介字幕で、「史隆」の字の上に放送上の呼称である「しりゅう」を併記していた。また、一時は、金曜日の街頭ロケ企画「史隆の街角コメンテーター」（後述）のリポーターも兼務していた。
休暇などで出演しない場合には、高橋がメインキャスター代理を務めることがあった。
2015年4月改編で勇退した後は、スポーツアナウンサーとしての活動を再開するかたわら、翌2016年の4月改編から2020年9月まで毎週月曜日の17時台前半にラジオ（朝日放送ラジオ）で『伊藤史隆のOn-site RADIO』（生放送による報道系の情報番組）を単独で担当。前述した事情から、2020年8月5日（水曜日）には、当番組のメインキャスターを5年5カ月ぶりに務めた。
- 高橋大作○（2017年6月までは◎、フィールドキャスター、番組開始 - 2018年3月）

アナウンサー時代には、「金曜中継 土日にGO!」のリポーターを務めることも稀にあった。
2017年6月の人事異動で報道局ニュースセンターの記者に転身してからも、当番組への出演を続けていたが、2018年度から朝日新聞大阪本社の社会部へ出向することに伴って降板。出向期間の満了に伴って、2020年4月1日付で朝日放送テレビの報道局へ復帰した。
ちなみに、高橋の記者転身と同時に記者職へ専念している島田大（異動前まではアナウンサーを兼務）も、フィールドキャスターに準ずる役割で随時出演している。
- 斎藤真美◎（月曜リポーター → コーナーキャスター、2012年10月1日 - 2015年3月23日）[注 13]

2013年10月21日までは、第1部で放送されていた「アレ・キニナール?ランキング」のリポーターを担当。再リニューアルを機に、「キャストレ!」（第2部の情報企画コーナー）のリポーターと、「ヤノスポ」「天気予報」のパートナーを兼務した。
- 北條瑛祐◎（「水曜中継 ウチきて!」「木曜中継 立入禁止お邪魔します」「金曜中継 土日にGO!」リポーター、2013年10月30日 - 2015年3月27日）

当番組が朝日放送（当時）入社後初めてのレギュラー番組で、金曜日のみ単独でリポート。2014年には、当番組で担当した「天王寺・ビールの祭典生中継」でのリポートで、第13回ANNアナウンサー賞番組部門の新人賞を受賞した。2015年から、上司でもある伊藤の指導で、スポーツアナウンサーとしての活動を本格的に開始。
- さゆり（かつみ・さゆり、木曜リポーター・金曜コメンテーター、2013年10月31日 - 2015年3月26日）

木曜日には、北條とのコンビで「木曜中継 立入禁止お邪魔します」を担当。金曜日には、コメンテーターとしてスタジオに出演していた。
- 川添佳穂◎（「うめきた天気」月 - 水曜パートナー・「トレまとめ」→「調べちゃウォーカー!」「木曜中継 キラリイチバン星」「金曜中継 土日にGO!」リポーター、2015年3月 - 2016年9月30日）[注 13]

2016年10月3日から、『おはよう朝日です』平日版のアシスタントへ異動。2018年の平昌オリンピック期間中は、塚本と交代で後半（2月19日 - 23日）の取材を担当したことから、派遣期間中に平昌からの生中継を通じて当番組へ久々に出演していた。
- 浦川泰幸◎（2代目メインキャスター、2015年3月30日 - 2017年12月28日）

休暇で出演しない場合や、祝日に特別企画としてスタジオを離れて生中継に出演した ことがあった日には、高橋→古川がメインキャスター代理を務めることがあった。
- 小西陸斗◎（サブキャスター、2018年1月9日 - 3月30日、月 - 水曜日）

澤田と同期入社で、2017年からスポーツアナウンサーとしても活動。
- 北村真平◎（木・金曜日サブキャスター：2018年1月11日 - 3月9日→水曜日「なにわの仕事を学びまSHOW」リポーター：2019年4月3日 - 5月15日）

古川のメインキャスター就任を機に、「なんでやねん!?」のリポーターを古川から継承。水曜日の深夜に『よなよな…』へ出演してから、木曜日の当番組でストレートニュースと同コーナーを担当していた。
金曜日には『おはよう朝日です』の一部コーナーにも登場していたため、同番組の本番終了後にニュースキャスターとして出演。2018年4月改編からは、『おはよう朝日です土曜日です』の司会だった上田が当番組のメインキャスターへ就任することに伴って、上田から同番組の司会を引き継いだ。
2019年4月から、「なにわの仕事を学びまSHOW」のリポーター（なにわ男子のサポート役）として、ロケVTR限定ながらレギュラー出演を再開。当番組の公式サイトでもレギュラーアナウンサーの1人として紹介されているが、実際には5月15日放送分を最後に、同コーナーへの出演が途絶えている。
- 斉藤雪乃[注 15]（木曜「いきなり!出口調査」→「見ごろ食べごろ ニシュランツアーズ」リポーター（隔週交代））
- 小塚舞子[注 11]（木曜「いきなり!出口調査」→「見ごろ食べごろ ニシュランツアーズ」リポーター（隔週交代））

斉藤・小塚は放送日にはスタジオにも登場したうえで、当該コーナーのスタジオ進行、全編のコメンテーターを兼務していたが、森井じゅん加入後はコメンテーターを外れている。斉藤・小塚ともに産休に入るため2018年9月27日で降板。
- 西代洋（ミサイルマン、水曜→木曜リポーター、2013年10月30日 - 2020年3月26日）

2015年3月25日まで北條とのコンビで「水曜中継 ウチきて!」へ出演した後に、川添とのコンビで「うめきたわが町自慢」（2015年4月2日 - 9月24日）→「木曜中継 キラリイチバン星」（2015年10月1日 - 2016年3月）のリポーター、2016年4月から2018年12月までは「見ごろ食べごろ ニシュランツアーズ」のリポーター、2019年1月から2020年3月までは桂三度とのコンビで「西代・三度のヨイショ!ヨイショ! ヨイショ!」のリポーターを担当。リポーター歴は6年半にわたったが、2020年の4月改編を前に降板した。
- 桂三度（木曜リポーター、2019年1月10日 - 2020年3月26日）

西代とのコンビで、「西代・三度のヨイショ!ヨイショ! ヨイショ!」のリポーターを担当。西代と違って、スタジオには出演しなかった。
- アキナ（月曜リポーター、2016年4月4日 - 2018年12月24日）

「アキナの2日目のアレいただきます。」→「月曜日のアキナたち ここよりおいしいアレいただきます」を担当。
- 喜多ゆかり◎（月曜リポーター、2019年4月1日 - 2019年9月30日）

『おはよう朝日です』平日版における川添の前任アシスタントで、2016年10月からの産前産後休暇と第1子（長男）の出産を経て、2018年4月から再びアナウンサーとして活動している。
2019年4月から「喜多ゆかりに　おまかせください!」でテレビ番組へのレギュラー出演を再開していたが、第2子の懐妊に伴って降板した後に産前産後休暇を取得。同年12月に第2子を出産した。
- 吉田結衣（THIS IS パン、火曜リポーター、2019年4月2日 - 2020年3月25日）

パンシェルジュ検定で2級を取得するほどパンに詳しいことを背景に、「いまこのパンが香ばしい」で佐藤と共にリポーターを担当。
- 道上洋三◎（金曜リポーター、2019年4月5日 - 2020年3月27日）

『道上洋三の健康道場』（ABCラジオでの単独番組版）で共演している津田とのコンビで、「道上さんの中継」を担当。中継日には、『おはようパーソナリティ道上洋三です』（『おはパソ』）への出演などを終えてから、リハーサル抜きの「ぶっつけ本番」で生中継に登場していた（中継リハーサルでは津田が単独で進行）。リポーターからの勇退後は、『おはパソ』と『健康道場』に再び専念。
- 塚本麻里衣◎○（サブキャスター→メインキャスター→サブキャスター、放送開始 - 2020年10月2日）

番組開始当初から月 - 金曜日に出演。再々リニューアル後は、「芸能女王」「井上公造の芸能王」の進行や、生活情報に関するロケコーナー（「ググッと!ライフ」→「調べちゃウォーカー!」→「つかトレ!」）の取材リポートも担当していた。2019年4月からは、タイトルを「清水とおるの必殺予報人」に改めた16時台の天気予報に、清水のパートナーとしてエビシーの着ぐるみと共に出演。
2018年には、浦川の降板に伴う暫定措置として、古川と共に1月4日（月曜日）から3月30日（金曜日）までメインキャスターを担当。2月の平昌オリンピック開催期間中の前半（9日 - 16日）には、朝日放送（当時）代表のリポーターとして開催地の平昌へ派遣されたが、派遣期間中にも平昌からの生中継で連日出演していた。
2017年10月からは、月曜日の本番終了後に『よなよな…』（朝日放送ラジオの深夜番組）でアシスタントを務めながら、当番組への全曜日出演を継続。2018年4月改編でメインキャスターからサブキャスターへ復帰したことを機に、『よなよな…』の出演曜日を火曜日に変更した。
当番組での共演がきっかけで、アキナの秋山賢太と2019年2月に結婚。サブキャスター勇退後の2020年12月1日に、第一子を懐妊していることを『よなよな…』で公表した。2021年2月1日から産前産後休暇を取得中。同年3月22日に、第1子（長女）を出産したことを秋山を通じて公表した。
- 澤田有也佳◎（月 - 水曜日サブキャスター、2016年10月3日 - 2020年9月30日）

2016年にアナウンサーとして朝日放送（当時）へ入社。テレビ番組としては、当番組が入社後初めてのレギュラー番組であった。
当番組では、「うめきた天気」のパートナーや、「熱いぜ!甲子園」（全国高等学校野球選手権本大会期間中の試合速報コーナー）の進行役なども担当。2017年からは、塚本がスタジオへ出演できない場合にキャスター代理を務めていた。
斎藤真美の後任で『名医とつながる!たけしの家庭の医学』（東京メディアシティで収録する朝日放送テレビ東京支社制作の全国ネット番組で2020年3月終了）のアシスタントに起用された2018年1月からは、収録（不定期の木曜日）と重なる場合に当番組のスタジオや生中継へ出演していなかった。さらに、同年4月から『おはよう朝日です』木曜日にコーナーキャスターとして毎週出演していたため、木曜日には基本として当番組へ登場しなかった。
2019年4月からは、月 - 水曜日に当番組の16時台で「お絵描きニュース　そもそものトコロ」、木曜日に『おはよう朝日です』で「アナの目ピックアップ」（前月まで出演していた「人気mono サキヨミEnter!」の後継企画）のキャスターを担当。「お絵描きニュース」では、モニターに映されるイラストの描画も任されている。
2019年度には、火曜日で「さわだあやかのおさんぽだわさ」（16時台に放送された冠ロケ企画）のリポーターも担当。ロケVTRの最後には、自身が描いた絵ハガキがアップで映されていた。2020年4月からは、ウーイェイよしたか（スマイル）とのコンビで、後継の冠ロケ企画「よしたか・さわだの　ごはんのおとも教えてください!」のリポーターを務めた。
前述したように、2020年8月1日に新型コロナウイルスへの感染が確認。確認された時点では体調が回復しつつあったが、同月第2週から 17日（月曜日）放送分まで出演を見合わせた後に、18日（火曜日）放送分から出演を再開した。
2020年10月改編の『おはよう朝日です』平日版放送枠拡大・2部構成化に伴って、改編前まで出演していた時間帯を中心に編成される「第2部」（6:30 - 8:00）のアシスタントを全曜日で担当するため、当番組には同年9月30日（水曜日）まで出演した。
- ウーイェイよしたか（スマイル、2020年3月31日 - 2021年3月23日　火曜日コーナーレギュラー）

澤田とのコンビでロケ企画コーナー「よしたか・さわだの　ごはんのおとも教えてください!」を、澤田降板後は東と同じく「よしたか・あずまの田舎に家借りたってよ!」を担当した。当該コーナーは放送時間内の最後にあるため、エンディング直前、よしたかが急に真顔になりメインキャスター風に「キャスト、今日はこのへんで。」と挨拶して番組を終了するのがお約束だった。
- 三代澤康司（朝日放送テレビのアナウンサーだった2020年度に「よしたか・さわだのごはんのおとも教えてください!」→「よしたか・澤田の田舎に家借りるってよ!」→「よしたか・あずまの田舎に家借りたってよ!」のナレーターを担当）

かつては、『ワイドABCDE〜す』（当番組第1部の時間帯に編成されていた生放送の情報番組）シリーズの司会を長らく務めていた。朝日放送テレビを定年（60歳）で退職した2021年3月で「よしたか・あずまの田舎に家借りたってよ!」が終了したが、『ワイドABCDE〜す』シリーズの終了後から朝日放送ラジオで担当している『ドッキリ!ハッキリ!三代澤康司です』のパーソナリティを、退職後もフリーアナウンサーとして継続。

### コメンテーター
基本として、以下の人物から複数名が日替わりで全編に出演。スタジオに出演しない日でも、扱うテーマによっては、電話などでコメントを寄せることがある。高校野球期間中は基本的に休演。

☆：番組開始当初から出演

●：『NEWSゆう+』からの続投扱い

＃：『ムーブ!』にもレギュラーで出演

★：2012年10月から出演

○：2013年10月の再リニューアルを機に出演

※：2015年4月から出演

△：2016年4月から出演

太字：曜日別メーンコメンテーター

#### 番組終了時
| 月曜 | 火曜                                                                    | 水曜                                                                              | 木曜                                             | 金曜                                                           |
| --- | ----------------------------------------------------------------------- | --------------------------------------------------------------------------------- | ------------------------------------------------ | -------------------------------------------------------------- |
| - 小西克哉 - 島田さくら（弁護士）（2015年10月7日 - ） - 木原善隆（朝日放送テレビ報道局ニュース情報センター所属）（2017年10月2日 - ） | - 石戸諭 - 村尾佳子 - 藻谷浩介☆（不定期） - 木原善隆（2016年2月2日 - ） | - 青木理（2017年10月 - ） - 森井じゅん （公認会計士）○ - アレキサンダー・ベネット | - 大谷昭宏☆＃● - 富坂聰☆＃ - 三輪記子（弁護士）○ | - 井上公造☆＃● - 尾木直樹☆ - 江口ともみ※ - 藻谷浩介☆（不定期） |

この他にも、『NEWSゆう+』のコメンテーターでもあった白井文（兵庫県尼崎市の前・市長）などが不定期で出演。「週刊 キャストスポーツ」（水曜日第1部のスポーツ企画コーナー）には、下柳剛・桧山進次郎（いずれも朝日放送テレビおよびラジオ野球解説者・阪神タイガースOB）が週替わりで登場する。

#### 過去
番組開始から2012年9月までは、矢野・二木・大谷・井上のみ出演曜日を固定。 古賀茂明、郷原信郎もコメンテーターに名を連ねていた。

## タイムテーブル
2021年10月時点の構成。全編生放送のため、生放送のため時刻は目安。(第2部のみ公開収録となる。)
| 第1部（15:45 - 17:50）                                                                   | 第1部（15:45 - 17:50）                    | 第1部（15:45 - 17:50） |
| 時刻                                                                                     | コーナー名                                | 備考 |
| ---------------------------------------------------------------------------------------- | ----------------------------------------- | --- |
| 15:45                                                                                    | オープニング・きょうの注目ニュース        | オープニングCGを流してスタジオに切り替わる。上田がコメンテーターを紹介した後、今日の最初のニュースを流し、上田がコメンテーターにコメントしてもらう。 |
| 16:00頃                                                                                  | 4時台のお天気                             | スタジオで清水と塚本とエビシーがモニターを使いながらお天気を伝える。                                                                                 |
| 16:05頃                                                                                  | きょうの注目ニュースランキング            | ANNニュースアクセスデータを元にキャスト独自のランキング。                                                                                            |
| 16:20頃                                                                                  | 特集                                      | |
| 16:40頃                                                                                  | ニュース                                  | 上田がニュースをお伝えする。 |
| 17:05頃                                                                                  | ストレートニュース                        | キャスターが伝える。 |
| 17:35頃                                                                                  | キャストピ                                | フラッシュ形式で4~5項目の最新ニュース |
| 17:30頃                                                                                  | 5時台のお天気                             | 4時台のお天気と同様、スタジオで清水と塚本とエビシーがモニターを使いながらお天気を伝える。                                                            |
| 17:40頃                                                                                  | 芸能クイーン                              | |
| 17:50.00                                                                                 | 第1部終了                                 | |
| （17:50 - 18:15は『スーパーJチャンネル』〈テレビ朝日発の全国ネット枠〉のため、一時中断） |                                           | |
| 第2部（月曜 - 金曜・18:15 - 19:00）                                                      |                                           | |
| 時刻                                                                                     | コーナー名                                | 備考 |
| 18:15.00                                                                                 | 第2部オープニング                         | オープニングCGと提供のみ |
| 18:18:00                                                                                 | スタジオオープニング                      | 最新ニュースをお伝えする。 |
| 18:20頃                                                                                  | トレンド スコープ                         | ニュースまとめ10項目程度お伝えする。 |
| 18:35頃                                                                                  | 情報企画コーナー                          | コーナー名は公式サイトでの名称に準拠。詳細は、下記を参照。                                                                                           |
| 18:55頃                                                                                  | 6時台のお天気                             | 清水と塚本で天気予報を伝える。6時台のお天気のみエビシーがいない。                                                                                    |
| 19:00.00                                                                                 | 番組終了                                  | 最後5秒ほど天カメの映像に切り替わってから終了。 |
| 第2部（金曜・18:15 - 19:00）                                                             |                                           | |
| 時刻                                                                                     | コーナー名                                | 備考 |
| 18:15.00                                                                                 | 第2部オープニング（きょうの冒頭ニュース） | |
| 18:18:00                                                                                 | スタジオオープニング                      | |
| 18:19頃                                                                                  | トレンド スコープ                         | |
| 18:38頃                                                                                  | 井上公造の芸能王                          | |
| 18:55頃                                                                                  | 清水さんのお天気                          | |
| 18:57.00                                                                                 | 番組終了                                  | |

## お天気カメラ設置ポイント
- おはよう朝日です#お天気カメラ設置ポイントを参照。
- 甲子園球場で阪神戦が行われる日（放映権を持つ水曜日）は、おはよう朝日ですとは異なり、甲子園球場内の臨時お天気カメラが使われる。

## 主なコーナー
○：2013年10月の再リニューアル前から放送されている企画

◎：再リニューアルを機に放送を開始した企画

●：2015年4月の再々リニューアルを機に放送を開始した企画

△：2016年4月から開始した企画

☆：公式サイトで視聴者からの投稿・情報を募集する企画

放送時間は目安で、2020年10月の改編前時点を基準に記載。

### 全曜日共通のコーナー
放送順に記載
- 清水さんの天気（月曜日&金曜日、17:46頃・火曜日 - 木曜日、17:39頃）●

第1部は清水と女性のサブキャスター（川添 → 澤田＜月 - 水曜日＞・津田＜木曜日＞・塚本＜金曜日＞→東＜月・火曜日＞・津田＜水 - 金曜日＞）、第2部では清水と上田が、関西地方における放送当夜の気象概況を伝える。
第1部にはエビシーも登場。2018年9月までは、「うめきた天気」のタイトルで、JR大阪駅北側のグランフロント大阪内にある「うめきた広場」の前から中継で伝えた。川添の担当期間のうち、2015年9月から2016年3月までの木曜日には、中継企画でリポーターを務めた関係で当コーナーに出演していなかった。

### 芸能情報コーナー
- 芸能女王（げいのうクイーン）○（月曜日 - 木曜日、17:43頃 - 17:49頃）

「井上公造の芸能王」（後述）からの派生コーナーとして、2012年4月2日（月曜日）から、井上が出演しない月 - 木曜日に放送。取材映像や井上から伝えられた情報を交えながら、津田が直近の芸能ニュースを手短に紹介する。朝日放送が平日夕方に関西ローカルで放送する報道・情報番組において、全曜日に芸能情報コーナーを編成するのは『ムーブ!』時代の「芸能ムーブ!」（2009年3月終了）以来3年ぶり。当初は（井上を含む）芸能ジャーナリストが日替わりで出演していた「芸能ムーブ!」とは異なり、「芸能女王」は基本として津田だけで進行していたが、その後、全曜日に日替わりの女性芸能リポーターが出演するようになった。当初は月曜日のみ第2部の18:27頃 - 18:37頃だった。また、当番組の放送直前に芸能関連で大きな速報が入った場合には、井上がスタジオへ出演するとともに「芸能女王」を「芸能王」に差し替えている。
- 井上公造の芸能王（いのうえこうぞうのげいのうキング）○（金曜日、17:39頃 - 17:46頃・18:39頃 - 18:50頃）

『ムーブ!』→『NEWSゆう+』で井上が担当してきた芸能コーナーの後継企画で、井上がと津田が進行。タイトルである「芸能王」の「王」は、"Kozo Inoue News Geino”を略する形でKING（キング）と読ませる。ちなみに井上は、スタジオに出演しない日にも、番組内で芸能関係のニュース・情報を取り上げる場合に随時コメントを寄せている。
前半は、放送週における放送日の放送週における「井上公造芸能」（井上の所属事務所・KOZOクリエイターズが運営する携帯電話・スマートフォン向け芸能ニュース・コラム配信サイト）への芸能記事アクセス件数を基に、井上の解説を交えながら「芸能ニュースランキング」を5位（2015年3月までは10位）から1位まで発表。後半は、井上が大物芸能人にまつわるエピソードを披露する。ちなみに当初は、東京で発行されるスポーツ紙公式サイトへの芸能記事アクセス件数を基に、「芸能ニュースランキング」を作成していた。
当コーナーのみ、『おはよう朝日です』（朝日放送テレビで平日の朝に関西ローカルで放送中の情報番組）で長年井上と共演してきた柴田がナレーターを担当。他のコーナーでは左右の方向に切り替わるプロジェクター上の画面は、当コーナーのみ井上の手の振りに応じて上下の方向に切り替わるようになっている。
2019年2月14日には、木曜日にもかかわらず、当コーナーを急遽17:44 - 17:53に放送した。当時サブキャスターで「芸能女王」の進行も担当する塚本が、当番組元・レギュラーリポーターの秋山賢太（アキナ）との結婚を当日発表したことによる「特別版」で、塚本自身も進行に参加。サプライズ同然で登場した「月曜日のアキナたち ここよりおいしいアレいただきます」沖縄ロケ（2017年5月放送分）での共演映像や、他のレギュラー陣からの質問を交えながら、秋山と結婚するまでのいきさつを生放送で明かした。

### 特集コーナー
- 真夜中の定点観測（月曜日、第2部→第1部）

関係者の承諾などを得たうえで、街で気になるスポット（定点）に一晩だけテレビカメラを設置。そのカメラに映し出された人間模様を、取材ディレクターから当事者へのインタビューを交えながら、可能な限りありのままに紹介する。
他のロケ企画と違って、取材映像にリポーターを登場させていないことが特徴。視聴者からの反響が特に大きかった回については、『キャスト傑作選　真夜中の定点観測』という特別番組として、当番組と別の曜日・時間帯で随時放送されている。
- オフレコ○（木曜日、第2部）☆

世間にほとんど知られていない問題や業界の実態を、朝日放送報道局の記者などが取材する調査報道企画。第1回の放送（2011年10月13日）には、『NEWSゆう+』で初代のキャスターを務めた保坂が、「記者」の肩書で取材VTRに登場した。
木曜日以外に第2部で特集を放送する場合には、ヘッドラインの字幕で単に「特集」と表示。再リニューアル前は、教育関係の話題を扱う「キャスト教育委員会」を17時台後半、自然災害の被害・予測・対策を検証する特集「亜熱帯ニッポン」を18時台にそれぞれ不定期で放送していた。また、テレビ朝日が『スーパーJチャンネル』のローカル枠用に制作した特集をそのまま放送することもある。2012年3月21日以降の一時期には、高橋が過酷な体験取材に挑む「どっこい大作戦」や、1週間限定の帯企画を随時編成していた。

### 日替わりコーナー
※：新型コロナウイルス感染拡大の影響で、2020年4月7日（火曜日）から放送を一時見合わせ。
- 月曜日：ゲキ論（第2部）

2018年10月の番組リニューアルを機に開始されたコーナー。話題のニュースをテーマに解説を交えつつ、出演者が議論を展開する。
- 月曜日：週刊キャストスポーツ●（水曜日第1部・17時台後半→木曜日第2部→月曜日第2部）

「ヤノスポ」の後継コーナーで、男性のメインキャスターが進行。桧山進次郎・下柳剛・関本賢太郎（いずれも阪神タイガースのOBで朝日放送テレビ野球解説者）が週替わりでコメンテーターを務める。浦川がメインキャスターを務めていた時期には、コーナータイトルが「週刊 浦川スポーツ」だった。2018年10月から木曜日の第2部、2020年10月から月曜日の第2部に移動。
2015年11月からは、桧山が出演する週に限って、「ひい散歩」（桧山が全国各地・各界の達人を取材するVTR企画）を放送している。ちなみに、2015年11月から阪神の一軍作戦兼バッテリーコーチに就任した矢野も、同年12月までコメンテーターの1人として出演。阪神への復帰後も、プロ野球のオフシーズンを中心に、ゲスト扱いで随時登場している。阪神の一軍監督就任が発表された2019年10月18日には、就任記者会見を終えると、テレビ・ラジオ番組では最も早く、当番組のオープニングからスタジオへ出演した。
関本は、2019年4月からコメンテーターとして参加。2018・2019年度のナイターオフ期間には、木曜日に『伊藤史隆のラジオノオト』（当番組初代メインキャスターの伊藤がパーソナリティを務める朝日放送ラジオの生放送番組）へ「虎パンパートナー」として18時台（当番組では第2部の時間帯）にのみ出演していた。当コーナーは木曜日の18時台に放送されていたため、『ラジオノオト』の放送期間中は、関本の出演を月1回に限定。関本の出演週のみ、中田良弘を「虎パンパートナー」の代役に立てることで対応していた。
朝日放送ラジオ2020年度のナイターオフ編成（2020年11月第2週 - 2021年3月第4週）では、『ラジオノオト』の放送枠を19:00以降に繰り下げる一方で、2019年度まで同番組内で放送していた阪神タイガース関連のコーナー・企画を火 - 金曜日の『ラジオで虎バン!』（当番組の第2部と重複する18時台の生放送番組）に集約。関本が毎週火曜日、桧山が毎週木曜日に「虎バンパートナー」として出演している。その一方で、当コーナーの放送曜日が月曜日に変更されたため、2人は当コーナーへの出演も継続。
- 火曜日：よしたか・さわだのごはんのおとも教えてください!（第1部）※→よしたか・澤田の田舎に家借りるってよ!　新たな暮らし提案します→よしたか・あずまの田舎に家借りたってよ!（第2部）

「よしたか」（スマイルのウーイェイよしたか）と「さわだ」（澤田）が関西地方の辺境に赴くロケ企画。「ごはんのおとも教えてください!」では、地元の名産品を使った「ごはんのおとも」（ご飯のお供）の作り方を学んだ模様を紹介していたが、新型コロナウイルスへの感染拡大の影響でロケの中断を余儀なくされた。後にロケを再開したが、2020年7月14日放送分で終了。
2020年7月21日から、放送枠を第2部へ移動したうえで、「よしたか・澤田の田舎に家借りるってよ!」にリニューアル。視聴者に新しい生活様式を提案すべく、2人が大阪府豊能郡能勢町内で空き家（賃貸物件）を探してから、居住に適した環境を整えるまでの模様を紹介している。
実際には、澤田の出演期間中に築90年の古民家を借りられたものの、澤田がリノベーションの途中（2020年9月29日放送分）で卒業。翌週（10月6日放送分）からは、「あずま」（東）が澤田の役割を引き継ぐとともに、タイトルを変更したうえで企画を継続している。
- 火曜日：なんでやねん!?○☆（水曜日第1部・17:20頃→水曜日第2部・18:34頃→木曜日第1部・17時台後半→月曜日第1部・17時台後半→月曜日第2部・18:45頃→火曜日第2部）

2012年10月3日から放送。視聴者が「なんでやねん!?」（「なぜ?」を意味する関西弁）と疑問に感じた珍現象や、日常生活でいらだちを覚える事象などを古川（古川MC期は北村）が取材・検証する。コーナーの趣旨は、『ムーブ!』で放送されていた「ムーブの疑問」に近い。
テーマ発表時には、古川が口から火を吐く映像が使われていた（2015年秋 - 2016年秋）。
浜田ばみゅばみゅ「なんでやねんねん」が発表された以降は、同曲をCM前告知やVTR終了時のBGMとして使用している。
番組の公式サイトでは、当コーナーの開始を機に、視聴者から情報の提供や写真画像の投稿を募集。ハガキやFAXでも投稿を受け付けている。再リニューアルから2016年3月30日までは水曜日の第2部で放送していたが、2016年4月からは木曜日の第1部に移動。2018年10月から月曜日の第1部に移動。2020年4月改編からは、古川の冠コーナー扱いで、放送上のタイトルを「古川昌希のなんでやねん!?」に変更している。
2020年の新型コロナウイルス発生時から、編成上の都合で次々と曜日が移動したが、最終的に月曜日の第2部の最後のコーナーとして固定された。
2021年3月31日放送分から、放送枠を火曜日の第2部に移動。「古川×河合のなんでやねん!?」というタイトルに変更し、A.B.C-Zの河合郁人（新型コロナウイルスの緊急事態宣言で河合が関西に来られないときは「NDY研究生」の佐藤修平）が古川とのコンビで取材を担当。2021年7月からは同グループの塚田僚一が加わっている。
2022年4月スタートの後継番組『news おかえり』でも火曜コーナー「古川×河合のなんでやねん!?」、「古川×塚田のなんでやねん!?」として継続。
- 水曜日：家庭のお悩み解決!なにわ男子の【家事男子】宣言（第1部）※

関西地方の家庭から寄せられた家事・育児に関するお悩みを、なにわ男子のメンバーが「家事男子」と称して、依頼者の家庭で解決するロケ企画。
- 木曜日：賢者が教える大正解!藍ちゃんの「絶対にハズさへん〇〇」ランキンBOO!（第1部）※

吉本新喜劇座長・酒井藍の冠企画で、○○（トレンド・医療・グルメなどのテーマ）の専門家やマニアを佐藤とのコンビで取材。その結果を踏まえて、取材相手が太鼓判を押した商品やサービス（大正解）をランキングで紹介する。コーナータイトルの「BOO」とは、酒井のふくよかな体型や、「ブーブーブー・・・・私、人間ですねん!」というノリツッコミ系の自己紹介ネタに由来する。
- 金曜日：ウエダのギモン（火曜日第2部→金曜日第1部）

上田のメインキャスター起用を機に開始されたコーナーで、「上田剛彦が“関係者”にインタビュー」というサブタイトルが付けられている。上田が疑問に思った事象について、複数の関係者（例えば賛成派と反対派）から話を聞いて、事象の利点や問題点を掘り下げる。2019年度は火曜日の第2部、2020年度からは金曜日の第1部で放送。
- 金曜日：追跡!○ポリス!～アノ場所の魅力を再発見!～（第1部）※

セルライトスパが「○ポリス」（正式表記では○の中に「得」の字を挿入）に扮して、知ってるつもりになっている有名なスポットの新たな魅力や真の魅力をロケで捜査する。2019年度の途中から放送されていた「セルライトスパのマル得ポリス」から、タイトルや放送の内容・曜日を変更。
- 金曜日：越前屋変人類研究所（第2部、隔週）

越前屋俵太のレギュラーコメンテーター起用を機に、出演する金曜日限定の冠コーナーとして新設。「人類をさらに進化させるのは『変人類』」との仮説を基に、日本各地でひそかに活躍する「変人類」（大学教授や街の発明王など）たちを、「変人類研究所の所長」に扮した俵太が調査した成果をスタジオで報告する。コメンテーターが取材も担当する冠企画の放送は、番組の初期（詳細後述）以来である。

### 情報企画コーナー
- 金曜日：井上公造の芸能王○（前述）

### 過去
- 知っときタイムズ◎（月 - 金曜日、第1部・17:20頃、放送上のタイトルは「塚本麻里衣の知っときタイムズ」）

『ムーブ!』前期の「夕刊パラパラ」に相当する新聞紹介コーナー。当日に発行された全国紙・スポーツ紙（いずれも大阪本社発行の関西版）から、「知っておきたい」という視点で番組が注目した記事2本を、実際の紙面と共に取り上げる。
紹介する記事は、スタジオ中央に置かれた正方体状の回転ボードにあらかじめ貼り付けられている。塚本は、コーナーのタイトルコールが流れた途端に、スタジオ左端の席から立ち上がってボードの右横へ移動。記事の読み上げや、記事に関連する物品・映像の紹介を担当する。記事を読み終えるたびに、次に紹介する記事が貼られた面までボードを回すことが特徴。
- きょうのフォーカス◎（月 - 金曜日、第1部・17:25頃）

硬軟を問わず番組がこだわるテーマを取材・検証したミニ特集コーナーで、通常は「知っときタイムズ」の後に放送。古川がスタジオ進行を担当する。取り上げるテーマによっては、当事者や関係者をスタジオに招いたり、高橋が取材・報告を担当したりすることがある。
- キャス虎（月曜日以外、2011年・2012年のプロ野球シーズンのみ、第1部・17時台後半）

「キャストも虎バン主義。（朝日放送テレビ・ラジオにおける阪神タイガース関連番組・企画の共通コンセプト）」という触れ込みで、タイガースの話題を扱うコーナー。タイトルは、当番組のタイトル（キャスト）とタイガース（虎）を合わせた造語で、「きゃすとら」と読ませる。塚本が取材やスタジオ進行を担当。水曜日に朝日放送テレビで『スーパーベースボール　虎バン主義。』としてタイガース戦のナイトゲームを中継する場合には、中継先からの直前中継を交えながら前座番組扱いで放送する。
当コーナーのみ、プロジェクターではなく、壁新聞状のパネルをキャスター席の背後に立てて進行。塚本や伊藤の顔をアップで映す一方で、直近の試合のダイジェスト映像を流したり、タイガースの選手やチームに関するデータを紹介したりする。2012年からは、『スーパーベースボール　虎バン主義。』中継の舞台裏やタイガースを応援する飲食店・サービスなど、取り上げる内容が多岐にわたっている。
2011年の番組開始当初は、プロ野球シーズンの終盤と重なっていたため、連日放送。オープニング・エンディングでは、「キャス虎!」のコールとともに、塚本が指先を虎の爪のように曲げた両手をカメラに向けていた。
2012年プロ野球シーズン中の放送では、公式戦におけるタイガースのチーム総得点を、1点=1マイルの「トラマイル」として集計。ハガキでの応募を条件に、100得点単位で区切りの得点（100得点目、200得点目、300得点目・・・）を記録する選手を視聴者に予想させる「トラマイルプレゼント」を実施している。なお放送では、「トラマイル」が100点に達するたびに、予想的中者から抽選で5名の視聴者に賞品（JALの大阪・札幌間往復旅行券）を進呈。
2012年には、「芸能女王」などの帯企画や特別企画の放送を優先する関係で、当コーナーを休止することが多かった。2013年からは、当コーナーを休止する代わりに、月曜日の「ヤノスポ」で前週のタイガースの戦い振りをまとめて検証するようになった。ただし、水曜日に『スーパーベースボール　虎バン主義。』でタイガース戦を中継する場合の直前中継は継続している。
- アレ・キニナール?（火 - 木曜日、第1部・17時台後半）

視聴者から寄せられた疑問を基に、「○○が気になる!」という日替わりのテーマで、さまざまな現象や問題を調査するコーナー。進行を担当する塚本も、調査員の1人として取材に赴いた。再リニューアルを機に、火曜日放送の「ググッと!ライフ」（前述）へ引き継がれた。
『ムーブ!』で放送されていた「ムーブの疑問」に近い内容で、当番組の公式サイトでは視聴者からの疑問・情報を受け付けていた。なお、伊藤が調査員を務める「特別編」も不定期で放送。17時台の放送がない場合や、17時台に特別企画を放送する場合には休止していた。
2011年12月からは、当コーナーから派生したロケ企画として、高橋が調査員を務める「こどものキニナール」を不定期で18時台に放送していた。この場合には、子どもを前に、高橋が世間で気になる話題を紙芝居風に紹介。そこで子どもから出た質問に対して、該当するテーマに詳しいコメンテーターが、解説を添えて回答を寄せた。
- アレ・キニナール?ランキング（月曜日、第1部・17時台後半）

「アレ・キニナール?」からの派生コーナーとして、2012年10月1日から2013年10月21日まで放送。番組が特に注目する商品・グッズ・サービスを、斎藤が自ら取材したうえで、ベスト5形式で紹介していた。なお、斎藤がスタジオに出演できない場合には、塚本が進行。再リニューアルを機に、前述の「キャストレ!」へ引き継がれた。
- キャストピ○（月 - 金曜日、第2部・18:30頃）

2012年10月から放送。当日放送したニュースのダイジェストを、バーチャルCGを使って紹介する。なお、第1部のみ放送する場合には、放送時間を17:30頃に繰り上げる。
再リニューアル前までは、塚本が全国ニュースと芸能情報のダイジェストを紹介していた。再リニューアル後は、古川がキャスター、塚本が原稿読みを担当。芸能情報を直前の「芸能女王　芸能デイリーランキング」（後述）に集約させた関係で、関西各地の話題・イベント・事件・事故などをストレートニュース形式で伝える。画面下部に表示されるヘッドラインの右端に、ニュースソースの府県名（「大阪」「兵庫」など）を入れていることが特徴。
バーチャルCGについては、再リニューアルを機に、「教えて!みんなの声」の回答結果を選択肢ごとに棒グラフでスタジオの前面へ表示する場合にも使われるようになった（再リニューアルまではモニターに棒グラフを表示）。
- スポーツニュース◎（月 - 金曜日、第2部・18:35頃）

再リニューアルを機に、通年放送の独立コーナーとして新設。古川がキャスターを務めるほか、スポーツ実況・取材の経験が豊富な伊藤が随時コメントをはさむ。月曜日には第1部の「ヤノスポ」へ矢野が出演するが、当コーナーには登場しない。2015年4月からは、ニュース＆スポーツとしてまとめて伝える。
- 路地裏のテッパンメニュー（主に月 - 金曜日、第2部・18時台後半）

2012年3月26日（月曜日）から放送を開始したミニ特集で、4月30日（月曜日）から帯企画としてレギュラー化。サラリーマンが仕事帰りにちょっと立ち寄るような居酒屋を対象に、人気メニューのレシピを1日・1店・1品のペースで紹介している。ただし、視聴者が家庭で調理することを想定しているため、VTRで取り上げたメニューをスタジオ出演者が試食する趣向にはなっていない。また、基本として18時台に放送されているが、特別編成の場合には17時台後半への繰り上げか休止で対応していた。
- 金トク（金曜日、第2部・18時台後半）

2013年5月10日から10月25日まで放送したコーナーで、塚本が進行を担当。話題のスポット・サービス・店舗などに関する取材を基に、当番組を放送しない週末に役立つ「お得」な情報を「金曜日」に紹介するため、タイトルを「きんとく」と読ませていた。
- コメンテーターによる企画（不定期、第1部）
  - 再リニューアルまでは、出演する頻度の多いコメンテーターが登場する場合に、そのコメンテーターの専門分野にちなんだ以下の企画を放送。☆印を付けた企画では、コメンテーター自身が取材を担当していた。
    - 東国原英夫「どげんかせんといカンサイ」
    - 古賀茂明「脱官古賀流　改革のススメ」
    - 森永卓郎「森永卓郎のホントすごいんです!」
    - 山崎亮「まちびと」☆
    - 鈴木謙介「縁の社会学」☆
    - 中島岳志「中島たけしの元気が出る政治」☆
    - 藤井誠二「事件の放物線」☆
    - 富坂聰「シロクロはっきりっナチャイナ　欲望大国」
    - 二木啓孝「ふたつき瓦版」

  - 番組開始当初の第2部エンディングでは、出演したコメンテーターのうち1名が、当日の放送内容から特に関心の高いニュース1本をテーマに、手書きのフリップでキーワードを提示。そのうえで、「キャストのコラム」（字幕での表記は「CAST's column」）として独自の主張や見解を述べることによって、番組を締めくくっていた。ちなみに、『NEWSゆう+』にも同様のコーナー（小縣が出演していた時期のタイトルは「ひとこと+」）がエンディング付近に存在したが、発言者がメインキャスターだった点で当コーナーとは異なる。
  - 再リニューアル後は、上記のタイトルを付けずに、「きょうのフォーカス」内でニュース解説などの企画を随時放送する。
- ヤノスポ○（月曜日、第1部・17:35頃→第2部・18:30頃→第1部・17:35頃）

『NEWSゆう+』で2011年1月から同じ曜日・時間帯に放送していたスポーツコーナー「週刊YANO+」を継承。矢野が長年在籍していた阪神タイガースの動向を中心に、放送日までの1週間に起こったスポーツの話題を扱う。矢野は原則として、当コーナーにのみコメンテーターとして出演。プロ野球の話題では、自身が注目するポイントを「ヤノスポット」として詳しく紹介する。プロ野球のオフシーズンには、タイガースの関係者をゲストに迎えてクロストークを展開することがある。
番組開始から2012年9月までは、通年で17時台の後半に放送していた。プロ野球がオフシーズンに入った2012年10月からは、放送時間を第2部（18時台の後半）へ移動。また、矢野の現役時代の口癖であった「必死のパッチ」にちなんで、矢野が注目するアスリートを「今週の『必死のパッチ』」として紹介するようになった。
番組開始から再リニューアルまでは、伊藤の進行で放送。「週刊YANO+」の進行役だった塚本が、ナレーターを務めていた。再リニューアルを機に、再び月曜日の17時台後半で放送する一方で、当コーナーを含めたスポーツ関連コーナー・ニュースのイメージカラーを空色に統一。また、2013年1月から9月まで『見知らぬ関西新発見!みしらん』（土曜日の午前中に放送されていた情報番組）で矢野と共演していた斎藤を、パートナーに起用した。2015年4月からは、タイトルを「週刊 浦川スポーツ」に改題のうえ、水曜日に移動。
- 私もお昼に連れてって!◎（火曜日、第1部・17時台後半）

番組スタッフによる即興での取材交渉を通じて、街中の飲食店のランチメニューを紹介する「アポなしロケ」コーナー。スタッフはお昼時の街角で、ランチへの同行と撮影への同意を求めて通行人と交渉。そのうえで、同意を得た通行人が飲食店で実際に注文したランチのメニューを紹介する。放送では、スタジオ進行やリポーターに相当する人物を出演させない代わりに、柴田によるナレーションのみで進行。スタッフが通行人や取材対象の店舗と即興で交渉する模様の映像も流している。
- 水曜中継　ウチきて!◎☆（水曜日、第1部・17時台後半）

西代・北條がコンビでリポーターを務める生中継コーナー。毎回1軒の一般家屋を訪れたうえで、その家屋について住人が自慢したいことを紹介する。公式サイトでは、「ウチの家は〜したので（〜なので）見にきて!!」というテーマで、家屋からの生中継を希望する視聴者を募集している。
- 木曜中継　立入禁止お邪魔します◎☆（木曜日、第1部・17時台後半）

さゆり・北條がコンビでリポーターを務める生中継コーナー。普段は「関係者以外立ち入り禁止」になっているエリアを対象に、関係各位の許可を得たうえで、潜入取材を敢行する。
- キャストレ!◎（月曜日、第2部・18:33頃）

「旬」の商品やサービスを紹介するトレンド情報コーナーで、コーナータイトルは「キャスト・トレンド（CAST TREND）」の略称。斎藤真美が取材リポーターとスタジオ進行を兼務する。2015年4月からは、内容は同じのうえ、タイトルを「トレまとめ」として継続。
- 芸能女王　芸能デイリーランキング◎（月 - 木曜日、第2部・18:40頃）

「芸能女王」からの派生コーナー。放送日の芸能ニュースから井上の独断と偏見で選んだ「芸能デイリーランキング」で、ベスト5に該当するニュースおよび関連の映像・新聞記事を5位から順に塚本が紹介する。ランキング発表の途中で、スポットCMをはさむことが多い。
- 井上公造の芸能エース（金曜日、第2部・18:40頃）

2013年5月10日から放送。井上が独自に取材した芸能情報から、1つのテーマに絞って詳しく解説する。再リニューアル前は井上が単独で進行していたが、再リニューアル後は塚本がパートナーを務めている。
- 史隆の街角コメンテーター（金曜日、第2部・18時台後半）

メインキャスターの伊藤による事前収録の冠コーナーで、2012年1月6日から放送。伊藤が朝日放送サービスエリア内の街を予告なしに歩きながら、出会った人々に対して、最近の世相に関する意見や日常の本音を訊いた。伊藤が「鋭い」と感じた意見の持ち主には、「認定　キャスト街角コメンテーター」と記したステッカーを直々に進呈していた。
- 賢人（ソフィスト）たちの食卓（毎月最終金曜日、第2部・18時台後半）

毎回1名の「賢人」（当番組コメンテーター）の素顔や食生活に迫るVTR企画で、2012年1月27日から放送を開始。ロケ先はコメンテーター行き付けの飲食店で、伊藤も聞き手として同席していた。ただし、VTRに登場するコメンテーターが、当日の生放送にも出演するとは限らなかった。
- 阿久津愼太郎の関西二十面相（火曜日、第1部・17:30頃）

2015年3月のリニューアルを機に始まったロケコーナー。栃木県出身で関西と縁の薄い俳優の阿久津が、番組スタッフから与えられる「ミッション（指令）」を基に、関西各地の街で「ミッション」に見合う人物を調査していた。2015年8月25日放送分で終了。
- ぱすてる（全曜日、第2部・18:56頃）

ある1つの小学校の子供たちの様子を紹介する。小学校は1週間ごとに変わる。2015年7月で終了。
- うめきたわが町自慢●（木曜日、18:23頃 - 18:37頃）

2015年3月のリニューアル・川添の出演開始を機に始まったコーナーで、西代と川添が担当。グランフロント大阪のうめきた広場で、全国各地の御当地・旬の飲食物を紹介していた。2015年9月24日放送分で終了。西代・川添のコンビによる企画は、翌週からの「木曜中継　キラリイチバン星」に引き継がれている。
- トレまとめ●

「旬」の商品やサービスを紹介するトレンド情報コーナー。川添が取材リポーターとスタジオ進行を兼務する。2016年3月28日をもって終了。コーナー内容は、後述する『調べちゃウォーカー!』に引き継がれた。
- ググっと!ライフ◎

生活に関する情報を、背景や舞台裏まで掘り下げる調査コーナー。塚本や番組スタッフが調査を担当する。取り上げる情報のポイントを、「ググッと!ポイント」として明示することが特徴。2016年3月29日をもって終了。コーナー内容は、後述する『調べちゃウォーカー!』に引き継がれた。
- 調べちゃウォーカー!△（火曜日・水曜日、第2部→第1部）

『トレまとめ』『ググッと!ライフ』の内容を集約したコーナーで、基本として火曜日には塚本、水曜日には川添→澤田が、グルメやトレンド、生活や暮らしに関する情報を紹介。2日連続企画（例：宿泊を伴った旅）になる場合もあった。澤田がリポートを担当した2020年3月7日（水曜日）放送分で終了。
- 木曜中継　キラリイチバン星（第1部・17時台後半）

2015年10月1日から放送を開始。西代と川添のコンビによる生中継を通じて、関西のキラリと光るモノやスポットを紹介する。2016年3月31日をもってコーナー終了とともに木曜日の中継企画が無くなった。西代は、1週間後の4月7日から始まる6時台のコーナー『見ごろ食べごろ　ニシュランツアーズ』に移動。
- いきなり!出口調査◎

斉藤雪乃と小塚が隔週交代で調査・報告を担当するコーナー。世間で話題の店舗・スポットを対象に、訪問客に対する「出口」でのインタビューや店舗・スポットへの「内部調査」を通じて、その時々の流行や商品の売れ筋を探る。ただし、コーナータイトルの「出口調査」は、国政選挙・地方選挙への結果を予測する目的で投票日に投票所の出口で投票を済ませた有権者に向けて実施するアンケート調査を意味しない。2016年3月31日をもってコーナー終了。斉藤と小塚は新コーナー『見ごろ食べごろ　ニシュランツアーズ』に移動。
- ゲンバ検証●（月曜日→火曜日、第2部）

浦川のメインキャスター起用を機に、2015年8月までは月曜日、以降は火曜日に「浦川泰幸のゲンバ検証」というタイトルで放送。世の中の気になる物事を、男性のメインキャスター（浦川→古川）が自ら取材する。2016年11月には、浦川がアメリカ大統領選挙を取材していた。
浦川の休演期間中には、暫定措置として島田大がコーナーを引き継いだため、コーナータイトルを「島田大のゲンバ検証」に変更。古川が正式にメインキャスターへ就任したことを機に、当コーナーの取材も担当することから、「古川昌希のゲンバ検証」へ改称した。
- 月曜日のアキナたち ここよりおいしいアレいただきます△（月曜日、第2部）

アキナがリポーターを務めるVTRロケコーナーで、2016年8月22日から2018年12月24日まで放送。毎回1つの「アレ」（メニュー）と取材エリアを決めたうえで、当該エリア内で「アレ」を提供する飲食店を渡り歩いては、「アレ」の試食や店主・客などからの情報を基に「ここ（取材先の店）よりおいしいアレ」を出す店を探し出していた。
2016年4月4日から8月1日までは、「アキナの2日目のアレいただきます。」というタイトルで放送。アキナが毎回あるエリアに赴いては、行く先々で「（作ってから）2日目のアレ（カレーやおでんなど）」を探し求めていた。
アキナのメンバーである秋山賢太は、上記コーナーで塚本と共演したことをきっかけに、自身の降板・コーナー終了後の2019年2月9日に塚本との婚姻届を提出した。
- 見ごろ食べごろ ニシュランツアーズ△（木曜日、第2部→第1部）

地元を知り尽くした通称「ツアコンさん」にその土地のおすすめスポットを紹介してもらうコーナー。西代と斉藤または小塚（隔週で担当）がコーナー進行とロケを担当する。
タイトルロゴには三ツ星ならぬ3つの豚の鼻が描かれている。また斉藤か小塚（スタジオ内）やツアコンさん（ロケ中）が持っている小旗は、旗頭がフォーク状になっている。斉藤と小塚の降板後は西代単独でコーナーが継続されたが、2018年12月27日でコーナー終了。
- 西代・三度のヨイショ!ヨイショ! ヨイショ!（木曜日、第1部）

2019年1月10日から放送を開始したロケコーナーで、色違いの法被を羽織った西代洋と桂三度が、「大物ゲスト」にとって美味しいお店と嬉しい情報を勝手に探していた。ただし、ロケの模様をスタジオで報告するのは西代だけで、「大物ゲスト」はVTRにも登場しなかった。
2020年3月26日でコーナーを終了したことを機に、当番組で長らくリポーターを務めた西代が卒業。桂三度も降板した。
- 金曜中継 土日にGO!◎(金曜日、第2部→第1部)

「土日」（土・日曜日）にお勧めのスポット・店舗・イベント会場からの生中継コーナーで、川添→澤田→津田が1人でリポートを担当。
- 道上さんの中継(金曜日、2019年度のみ、第1部）

「金曜中継　土日にGO!」の後継企画に当たる道上の冠コーナーで、同コーナー最後のリポーターであった津田が事実上進行を担当。中継の場所は、由緒ある商店街から、G20大阪サミットのプレスセンター（2019年5月の会期中限定でインテックス大阪内に設置）まで多岐にわたっていた。
阪神タイガースのファンとして名高く、甲子園歴史館の顧問も務める道上にちなんで、2019年8月には第101回全国高等学校野球選手権大会の直前企画として阪神甲子園球場のネット裏に山下智茂・渡辺元智を迎えての生中継を実施。2020年2月の阪神春季キャンプ期間中には、阪神OBの朝日放送テレビ野球解説者（吉田義男と桧山）を伴いながら、一軍のキャンプ地である沖縄県宜野座村からの生中継を敢行した。
- 喜多ゆかり→津田理帆におまかせください（月曜日、2019年度のみ、第1部で放送）

視聴者から寄せられた日常生活での困り事を解決する方法を、喜多→津田が体験取材を交えながら紹介していた。
津田が担当していた2020年3月でコーナー終了。同月には『調べちゃウォーカー!』も終了したため、2020年4月改編以降は、生活情報関連のレギュラー企画を『家庭のお悩み解決!なにわ男子の【家事男子】宣言』に事実上集約させている。
- さわだあやかのおさんぽだわさ（火曜日、2019年度のみ、第1部で放送）

火曜日のサブキャスターである「さわだあやか」（澤田有也佳）が、小さな発見を求めてロケに赴く一方で、大阪府能勢町で稲作に取り組んだ企画。澤田は、ロケで必ずサンバイザーを被っていたほか、スタジオ報告で使用するイラストの描画を手掛けていた。タイトルの「おさんぽ」（散歩）と、おっとりした「だわさ」（澤田）のキャラクターが相まって、緩やかな雰囲気を醸し出していたことが特徴。
- いま、このパンが香ばしい（火曜日、2019年度のみ、第1部で放送）

パンシェルジュプロフェッショナルの資格を持つ吉田結衣と、秋田県内の米作農家で育った佐藤修平が、関西各地のパン屋やベーカリーを巡った企画。取材先で製造・販売するパンの紹介にとどまらず、店舗や職人さんをめぐるドラマも掘り下げていた。
- なにわの仕事を学びまSHOW（水曜日、2019年度のみ第1部で放送）

なにわ男子のレギュラー起用を機に始まった冠ロケ企画の第1弾。7人のメンバーから毎回2人が、さまざまな現場で職業体験を積みながら、関西地方の魅力を改めて発見した模様を紹介した。当初はアナウンサーの北村もロケに同行していたが、2019年6月頃からは、なにわ男子のメンバーだけでロケを進めていた。
- スパッと通信社～関西のいまをいろんなカメラで撮ってみた～（水曜日、2019年度のみ、第1部で放送）

セルライトスパのレギュラー起用を機に始まった冠ロケ企画の第1弾。

## 番組テーマ曲
- 2011年10月3日 - 2013年10月25日：「Unlimited View」（作曲：五木田岳彦、バイオリン演奏：松尾依里佳） 
  - 朝日放送→朝日放送テレビで放送されている『探偵!ナイトスクープ』に当時3代目秘書として出演していた松尾が、本職のバイオリニストとしてバイオリンで演奏した音源を、第1部・第2部のオープニングや全編のエンディングで使用[50]。天気コーナーでは、五木田によるピアノ演奏曲「Upcoming For CAST」をBGMに流していた。なお、2015年4月改編から2018年1月15日までは、松尾がコメンテーターとして隔週月曜日に出演していた[10]。
- 2013年10月28日 - 2015年3月27日：「Forever」（Youngblood Hawke）
- 2015年3月30日 - 2018年9月28日：「All My Love feat. Sam Ock」（GEMINI）
- 2018年10月1日 - 2022年3月30日：「Taking Our Time」（Still caravan）

## 出来事
- 2011年10月25日（火曜日）の放送では、通常のコーナーを全て休止。関西ローカルパートの大半を、放送時点で大阪市長選挙（同年11月27日投開票）への立候補を表明していた中川暢三・橋下徹・平松邦夫・渡司孝一の4名による討論会に充てた。討論会以外にローカルパートで放送されたのは、ニュース2項目、18時台の天気予報、石川遼（放送直後に開催する『マイナビABCチャンピオンシップ』へ出場）に対する生中継でのインタビューのみであった。
  - 朝日放送テレビでは、同日の『おはようパーソナリティ道上洋三です』（朝日放送ラジオ）でも、上記の4名による討論会を放送。また当番組では、討論会の1週間前（10月18日）に、当時大阪市長だった平松が17時台に単独でスタジオに出演していた（当日のコメンテーターは東国原・中島・木原）。
  - 平松と橋下は、上記の選挙公示直前の同年11月11日（金曜日）の放送でもスタジオで討論（中川・渡司は公示を前に立候補を辞退したため不参加）。当日の放送には、両陣営にボランティアで参加中の学生も登場した。
- 2011年11月9日（水曜日）は、大阪府知事選挙（上記の大阪市長選挙と同日に投開票）の告示前日に当たったため、当番組では知事選挙への立候補を表明していた倉田薫・梅田章二・松井一郎の3名による討論会を放送した。
  - 番組開始当初にコメンテーターを務めた郷原は、2011年10月に、民主党から大阪府知事選挙への出馬を打診された。しかし、九州電力第三者委員会委員長の立場で調査している九州電力やらせメール事件が解決に至っていないことを主な理由に、同月24日に不出馬を表明。当番組でも、当日の17時台に、郷原が電話を通じて不出馬への経緯を伝えた。
- 「エール1.17」（阪神・淡路大震災が発災した1995年以降に朝日放送→朝日放送テレビの報道局が発災日＝1月17日の前後に制作している震災関連の特集企画）を当番組でも継承。発災から丸25年に当たる2020年1月17日（金曜日）には、当番組の本編を15:50 - 17:00に短縮したうえで、17:00以降の関西ローカルパートを『キャスト特別企画　久米宏が語る震災25年』として編成した。久米が発災の直後から『ニュースステーション』（当時の朝日放送でも同時ネットを実施していたテレビ朝日制作・全国ネットの平日最終版ニュース番組）のメインキャスターとして被災地域を取材してきたことや、発災から1か月後（1995年2月17日＝金曜日）に朝日放送の協力で同番組の全編をサンテレビ本社（被災地域である神戸市中央区ポートアイランドの神戸国際交流会館内）のスタジオから全国へ放送したことを踏まえた編成で、特別企画の時間帯には久米、上田、塚本、久米と親交のある火曜コメンテーターの藻谷がスタジオに出演した（久米以外の出演者は本編から登場）。
  - 17時台の前半では、久米が神戸市兵庫区でクリーニング店を営んでいる家族（発災直後から『ニュースステーション』で1年間にわたって取材）と2019年12月15日に再会した模様や、同市長田区の菅原市場跡を翌16日に再訪した模様のVTRを放送。後半では、南海トラフ地震への対策を取り上げた関係で、サブキャスターの古川による人と防災未来センター（同市中央区）からの生中継（高さ5センチメートルの人工津波の擬似体験）リポートを組み込んでいた。
  - 18時台には、ラジオパーソナリティとして発災（5:46）の直後（6:30）から『おはようパーソナリティ』の本番へ臨んでいた道上も交えての討論企画を放送。1995年1月29日に朝日放送（当時）で放送された『激震の街』（当時の報道局員で発災当時神戸市灘区に居住していた天野正司が発災3時間後・翌日・3日後の同市内の状況を8ミリビデオで撮影した映像を中心に構成したテレビドキュメンタリー）のVTRや、発災当日の『おはようパーソナリティ』における道上の発言を収録した音源の一部も流された。
  - 金曜日のレギュラー企画の一部（放送の時点で道上がリポーターを務めていた「道上さんの中継」など）は、この特別編成に伴って休止[51]。同曜日のスタジオレギュラーである井上公造や江口も、当日は本編にしか登場しなかった。

## 特別番組

### 朝日放送テレビ
国政選挙の投開票日と重なる日曜日には、夜に放送される開票特別番組『選挙ステーション』の第1部のほとんどを差し替える形で当番組のスペシャル版を放送。テレビ朝日発の『選挙ステーション』の第1部は基本的にオープニング部分（概ね議席予測発表まで）と主要政党の党首へのインタビュー中継しかネット受けしない（ネットスポンサーの提供クレジットも朝日放送テレビ送出で表示）。
その他の特別番組
- 2011年11月27日（日曜日）23:45 - 翌0:10「決着!『キャスト』大阪W選スペシャル」
  - 前述の大阪府知事・大阪市長選挙の開票速報を兼ねた当番組初の特別番組。なお、テレビ朝日において当日23:45 - 翌0:50に放送されていた『やべっちFC拡大SP』は翌0:10から飛び乗りでネット受けした。
- 2011年12月28日（水曜日）15:00 - 17:30「『キャスト』年末スペシャル　幸せ再生プロジェクト」
  - 当番組の2011年最終放送を兼ねた特別番組で、コメンテーターから東国原・古賀・浜・大谷・森永が出演。上記の選挙によって大阪市長に就任した橋下をゲストに迎えたほか、「オフレコスペシャル」などを放送した。
- 2015年5月18日（月曜日）0:58 - 1:58「最終決戦『大阪都構想』〜住民投票　市民の審判〜」
  - 大阪都構想をめぐる大阪市民の住民投票結果を報じる特別番組。浦川・塚本と市政担当キャップの木原が出演した。
- 2018年6月18日（月曜日）13:55 - 15:53[注 37]「キャスト〈前拡大〉」（大阪府北部地震関連）
  - 同日朝に発生した大阪府北部地震に関するニュースを急遽編成。また、上田は同日の9:55 - 10:25に関西ローカルで放送した『ABC報道特別番組』にも出演した。なお、この日の当番組はABEMAのAbemaNewsチャンネルでも、前拡大パート冒頭の13:55から第1部16:50まで臨時にサイマル配信された。
- 2018年9月4日（火曜日）13:55 - 16:54「キャスト〈前拡大〉」（平成30年台風第21号関連）
  - 同日に発生した平成30年台風第21号に関するニュースを急遽編成。ABEMAのAbemaNewsチャンネルでも、通常パートも含めたこの日の当番組の一部分が臨時にサイマル配信された。また、同日の9:55 - 10:25に関西ローカルで放送した『ABC報道特別番組 台風21号近畿地方に接近』（ABEMAのAbemaNewsチャンネルでもサイマル配信）では、『おはよう朝日です』の岩本計介と当番組の清水が当番組スタジオから出演。テロップも当番組仕様のものを使用した。
- 2019年4月8日（月曜日）0:55 - 1:25「速報解説! 大阪ダブル選挙」
  - 前日に投開票が行われた大阪府知事選挙・大阪市長選挙の結果を報じる特別番組。当番組のスタジオから上田・木原が出演し、テロップも当番組仕様のものを使用した。また、この特番は朝日放送テレビのホームページや朝日放送テレビ報道局のツイキャスでも同時配信された。
- 2019年7月15日（月曜日）11:30 - 11:42・16日（火曜日） - 18日（木曜日）0:35 - 0:50「キャスト傑作選 真夜中の定点観測」
  - 番組内のコーナー「真夜中の定点観測」で反響の大きかった回から、一部の映像を改めて編集したうえで放送。
- 2019年8月15日（木曜日）9:55 - 10:25「キャスト　～台風10号情報今日にも近畿に最接近か!?最新進路は?暴風雨に注意」、14:55 - 16:50「キャスト豪雨と暴風に注意!!台風10号最新進路」(いずれも令和元年台風第10号関連）
  - 同日に近畿地方に接近した令和元年台風第10号に関するニュースを急遽編成。なお、当日は第101回全国高等学校野球選手権大会の中継が予定されていたが、台風接近で順延となったため、16:50 - 18:15は雨傘番組として編成されていた『スーパーJチャンネル』（テレビ朝日制作）を同時ネット。
- 2020年11月1日（日曜日）23:55 - 翌0:25「キャストSP 2020選択 〜大阪の未来は〜」
  - 同日に投開票が行われた大阪都構想をめぐる2度目の住民投票の結果を報じる特別番組。上田・津田とコメンテーターの木原が出演した。

### 朝日放送ラジオ
- 「伊藤史隆のラジオでキャスト」
  - 当番組の打ち合わせから生まれた事前収録のトーク番組シリーズで、プロ野球のオフシーズンに朝日放送ラジオの「日曜スペシャル」（20:00 - 21:00）で不定期放送。伊藤が1人のコメンテーターを相手に、当番組では取り上げ切れない話を思うままに語り合いながら、コメンテーターの好きな楽曲を数曲流す。第1回は、月尾をゲストに、2012年2月19日の「日曜スペシャル」で放送された。

## スタッフ
- 総合演出：山口正樹[52]
- プロデューサー：安田武史（『ムーブ!』でも後期にプロデューサーを担当）→ 西尾理志（朝日放送テレビ）
- 制作著作：朝日放送テレビ

## その他
- 2019年10月19日公開の『映画 スター☆トゥインクルプリキュア 星のうたに想いをこめて』では、上田が本人役で出演すると共に、公開時点での当番組タイトルロゴ・スタジオセットが再現され、上田が物語の鍵となるニュースを伝えるシーンが描かれる[53]。
- 瀬戸内寂聴（小説家・天台宗尼僧）が2021年11月9日に99歳で永眠したことが公表された同月11日（木曜日）には、2018年に当番組の特別企画として寂庵（京都市右京区）で上田と対談した際の収録映像が、当番組に加えてANNの全国ニュース（テレビ朝日制作の『報道ステーション』など）でも放送された。